# Alfonso Sánchez de la Ballesta
Alfonso Sánchez de la Ballesta fue un profesor y escritor del siglo XVI natural de Talavera, España.

## Biografía
Alfonso fue un célebre profesor de letras humanas en su patria y en Medina de Rio Seco, y suyos son los versos que van delante de la docta gramática  de Francisco Sánchez de las Brozas, escritor y humanista del siglo XVI, restaurador de los estudios clásicos en España, comenzando sus estudios de latinidad y humanidades en Evora y luego en Lisboa, y posteriormente en 1537 la Corte bajo tutela de Rodrigo, catedrático de gramática latina, y fue ayuda de cámara de la reina Catalina y el rey don Juan de 1538 a 1542, para luego agregado a la servidumbre de la infanta Doña María, y estudió filosofía y teología-escolástica, para luego entregarse al cultivo de las humanidades griegas y latinas junto al estudio de la historia, retórica y poesía,   llamado "el brocense", nacido en las Brozas, Cáceres.
También de Alfonso es un precioso diccionario de palabras castellanas aplicadas al latín, obra que hicieron suya los franceses añadiendo la debida correspondencia a su lengua, según Valerio Andres en su "Catálogo de escritores españoles", andaba en manos de la juventud a la otra parte de los Pirineos.

## Obras
- Versos
- Diccionario de vocablos castellanos aplicados a la propiedad latina en el cual se declara gran copia de refranes vulgares reducidos a latinos y muchas frases castellanas con las que en latín las corresponden, Salamanca, 1585, en 4º. (sacadas de Cicerón, Terencio y otros graves autores, con índice copioso de adagios latinos)